# Van Wyck Brooks
Van Wyck Brooks (Plainfield, New Jersey, 16 de febrero de 1886 - Bridgewater, Connecticut, 2 de mayo de 1963) fue un crítico literario, biógrafo e historiador estadounidense.

## Biografía
Brooks se licenció en la Harvard University, en 1908. En su época de estudiante publicó su primer libro, un poemario titulado Verses by Two Undergraduates, coescrito con su amigo John Hall Wheelock.
Entre 1908 y 1909 vivió en Londres, donde escribió para varios periódicos y terminó su siguiente libro, The Wine of the Puritans: A Study of Present-Day America (El vino de los puritanos: Estudio de la América Contemporánea)  en el que culpó a la herencia puritana de las carencias culturales de Estados Unidos. Profundizó en este tema en su siguiente obra de importancia: America's Coming of Age (La mayoría de edad americana) que tuvo gran impacto por su tesis consistente en que la dualidad que separaba lo puritano de los asuntos materiales se había traducido en una fracción correspondiente en el seno de la cultura americana contemporánea, entre "cultos" y "poco intelectuales", nada de lo cual favorecía al escritor.
En 1911 se muda a California, donde se casó con Eleanor Kenyon Stimson, con la que tuvo dos hijos.
Entre las obras de Brooks destaca The Ordeal of Mark Twain (La ordalía de Mark Twain), publicado en 1920, en que analiza la evolución literaria de este escritor, así como su relación con su madre y su esposa. Este libro fue un estudio psicológico en que Brooks trató de demostrar que Twain había vivido paralizado emocionalmente y su genio no había llegado a desarrollarse al máximo debido a su estricta educación calvinista.
En The Pilgrimage of Henry James (El peregrinaje de Henry James) (1925), Brooks se pronunció en contra de la expatriación del escritor, con el argumento de que la escritura más tardía de James perdió fuerza y calidad a causa de la demasiado larga separación de su tierra natal.
Brooks sufrió una crisis mental desde 1927 a 1931. Para intentar curarse viajó a varios países en busca de ayuda.
The Life of Ralph Waldo Emerson (La vida de R. W. Emerson) (1932), escrito en gran parte antes de su colapso, fue editado por su amigo Lewis Mumford. En Emerson encontró Brooks a un escritor estadounidense que tuvo éxito al tender un puente entre el arte y la vida.
A partir de 1932 su obra toma fuerza. La mayoría de críticos consideran que su crisis mental supuso una ruptura con la etapa anterior.
Su obra principal consiste en una serie de cinco estudios literarios que tituló Makers and Finders (Creadores y descubridores). Esta obra monumental constituye una crónica del desarrollo de la literatura en su país a lo largo del siglo XIX, desde 1800 hasta 1915. La reputación de esta obra se basa en su destreza para el detalle biográfico y el profuso anecdotario, recogidos en una prosa sencilla pero brillante. Finders and Makers se abre con The Flowering of New England, 1815-1865 (El florecimiento de Nueva Inglaterra, 1815-1865) (1936), al que siguió New England: Indian Summer, 1865-1915 (Nueva Inglaterra: el verano indio, 1865-1915) (1940), The World of Washington Irving (El mundo de Washington Irving) (de 1944, en que repasa, entre otros autores, a Edgar Allan Poe, textos tenidos muy en cuenta por Julio Cortázar para sus estudios poeanos), The Times of Melville and Whitman (Los tiempos de Melville y Whitman) (1947) y The Confident Years: 1885-1915 (Los años seguros: 1885-1915) (1952). Habiendo sido criticado por algunos, por buscar en la historia literaria una secuencia determinada, conservadora en esencia, una corriente cultural libre de contradicciones y conflictos, Brooks escribió The Writer in America [El escritor en América] (1953) para justificar su posición.
En 1953 publicó una traducción del francés de la biografía de Henry Thoreau escrita en 1920 por Leon Bazalgette; la tituló Henry Thoreau, Bachelor of Nature (Henry Thoreau, titulado en naturaleza).
En 1944, fue portada de la prestigiosa revista Time. En 1947, tras haber enviudado, se casó con Gladys Rice.
A partir de 1949 se instaló en Bridgewater (Connecticut), donde falleció en mayo de 1963. Una de las alas de la biblioteca pública del pueblo lleva su nombre. A pesar de que una década de esfuerzos de recaudación no generó los fondos suficientes, siendo abandonada en 1972, una donación proveniente de Los Ángeles sin conexión con Bridgewater, sorprendió a la ciudad permitiendo la construcción de la biblioteca. El ala nueva se erigió en 1980.

## Libros
- 1905: Verses by Two Undergraduates (con John Hall Wheelock)
- 1908: The Wine of the Puritans: A Study of Present-Day America
- 1913: The Malady of the Ideal: Senancour, Maurice de Guérin, and Henri-Frédéric Amiel
- 1914: John Addington Symonds: A Biographical Study
- 1915: The World of H. G. Wells
- 1915: America's Coming of Age
- 1918: Letters and Leadership
- 1920: The Ordeal of Mark Twain
- 1925: The Pilgrimage of Henry James
- 1932: The Life of Ralph Waldo Emerson
- 1934: Three Essays on America
- 1936: The Flowering of New England, 1815-1865 (primer tomo de la serie sobre historia de la literatura estadounidense Makers and Finders)
- 1940: New England: Indian Summer, 1865-1914 (Makers and Finders)
- 1941: Opinions of Oliver Allston
- 1941: On Literature Today
- 1944: The World of Washington Irving (Makers and Finders)
- 1947: The Times of Melville and Whitman (Makers and Finders)
- 1948: A Chilmark Miscellany
- 1952: The Confident Years: 1885-1915 (Makers and Finders)
- 1952: Makers and Finders: A History of the Writer in America, 1800-1915
- 1953: The Writer in America
- 1953: Henry Thoreau, Bachelor of Nature (biografía de Leon Bazalgette, traducida por Van Wyck Brooks)
- 1954: Scenes and Portraits: Memoirs of Childhood and Youth (autobiografía)
- 1955: John French Sloan: A Painter's Life
- 1956: Helen Keller: Sketch for a Portrait
- 1956: Our literary heritage: a pictorial history of the writer in America
- 1957: Days of the Phoenix: The Nineteen-Twenties I Remember (autobiografía)
- 1958: The Dream of Arcadia: American Writers and Artists in Italy, 1760-1915
- 1958: From a Writer's Notebook
- 1959: William Dean Howells: His Life and World
- 1961: From the Shadow of the Mountain: My Post-Meridian Years (autobiografía)
- 1962: Ernest Fenollosa and His Circle: With Other Essays in Biography
- 1965: An Autobiography

## Premios y reconocimientos
- 1936: Premio Nacional del Libro (No ficción), por The Flowering of New England, 1815-1865.[10]
- 1937: Premio Pulitzer de Historia por The Flowering of New England, 1815-1865.[11]
- 1938: Goldmedaille des Limited Editions Club
- 1944: Carey Thomas Award, por The World of Washington Irving
- 1946: Goldmedal del National Institute of Arts and Letters (American Academy of Arts and Letters)
- 1953: Theodore Roosevelt Distinguished Service Medal
- 1954: Huntington Hartford Foundation Award
- 1957: Secondary Education Board Award, por Helen Keller: Sketch for a Portrait

### Doctorados "Honoris causa"
Doctor of Letters:
- Boston University
- Bowdoin College
- Columbia University
- Dartmouth College
- Fairleigh Dickinson University
- Harvard University
- Northeastern Illinois University
- Tufts University
- Union College
- University of Pennsylvania

Doctor of Humane Letters:
- Northwestern University